# التواصل في مكان العمل
التواصل في مكان العمل هو عملية تبادل المعلومات والحكمة، سواء اللفظية أو غير اللفظية، بين شخص/مجموعة وشخص/مجموعة أخرى داخل المنظمة. ويشمل رسائل البريد الإلكتروني والرسائل النصية والملاحظات والمكالمات الهاتفية وما إلى ذلك. يعتبر التواصل الفعال أمر بالغ الأهمية في إنجاز المهمة، فضلاً عن بناء الشعور بالثقة وزيادة إنتاجية الموظفين. وقد يكون لديهم ثقافات وخلفيات مختلفة، ويمكن أن يكونوا معتادين على معايير مختلفة. لتوحيد أنشطة جميع الموظفين وعدم التخلف عن مواعيد التسليم أو الأنشطة الذي يمكن أن يؤثر سلبًا على الشركة، يعد التواصل أمرًا بالغ الأهمية. يضمن التواصل الفعال في مكان العمل تحقيق جميع الأهداف التنظيمية. يعد التواصل في مكان العمل مهمًا جدًا للمؤسسات لأنه يزيد الإنتاجية والكفاءة. يؤدي التواصل غير الفعال في مكان العمل إلى حدوث فجوات في التواصل بين الموظفين، مما يسبب الارتباك وإضاعة الوقت وتقليل الإنتاجية. يمكن تجنب سوء الفهم الذي يسبب الاحتكاك بين الأشخاص من خلال التواصل الفعال في مكان العمل. يمنع التواصل الفعال، والذي يسمى أيضًا الاتصال المفتوح، تشكيل الحواجز بين الأفراد داخل الشركات والتي قد تعيق التقدم في السعي للوصول إلى هدف مشترك. لكي تعمل الشركات حسب الرغبة، يجب أن يكون المديرون والموظفين ذوو المستوى الأدنى قادرين على التفاعل بشكل واضح وفعال مع بعضهم البعض من خلال التواصل اللفظي والتواصل غير اللفظي لتحقيق أهداف عمل محددة. يلعب التواصل الفعال مع العملاء دورًا حيويًا في تطوير المنظمة ونجاح أي عمل تجاري. عند التواصل، يجب أيضًا أن يؤخذ التواصل غير اللفظي في الاعتبار. إن الطريقة التي يقوم بها الشخص بتوصيل الرسالة لها تأثير كبير على معنى هذه الرسالة.
هناك جانب آخر مهم لتحقيق تواصل فعال في مكان العمل وهو مراعاة الخلفيات المختلفة للموظفين. "في حين أن التنوع يثري البيئة، فإنه يمكن أن يسبب أيضًا حواجز في التواصل". تنشأ الصعوبات عندما تدفع الخلفية الثقافية لزميل العمل إلى التفكير بشكل مختلف عن الآخر. ولهذا السبب فإن معرفة التواصل بين الثقافات في العمل وتعلم كيفية التعامل مع الآخرين دون الإساءة إليهم يمكن أن يحقق فوائد عديدة للشركة.

## طريقة التواصل
يمتص الأشخاص المعلومات بطرق مختلفة. لضمان فهم الجميع للمعلومات المنقولة، يجب أن تكون طريقة التواصل بسيطة وواضحة ودقيقة. عند تقديم معلومات حيوية، يمكن أن تفتح الصور الطريق للفهم السهل. وجود الثقة داخل الشركة سيسهل أيضًا استخدام التواصل. يجب إقامة علاقات بين زملاء العمل لخلق بيئة عمل خالية من التوتر. يجب إرسال الرسائل واستلامها دون أي تعديل فيها. لتحقيق علاقات صحية في مكان العمل، يجب تجنب السلوكيات مثل التنمر وأخذ الفضل في عمل شخص آخر والاستغلال. ستخلق هذه التصرفات علاقات سامة ستؤثر في نهاية المطاف سلباً على الشركة والإنتاجية. يعتبر تفضيل الاتصال ثنائي الاتجاه هو الأفضل للتواصل. ويمكن إعطاء الأهمية الكافية للمناقشة والأسئلة والتوضيحات.

## المحتوى
يلعب محتوى المعلومات دورًا رئيسيًا في التواصل في مكان العمل. يجب أن تكون مستوى التفاصيل وفقًا لقدرة الاستيعاب لدى الجمهور. قد يؤدي تقديم الكثير من التفاصيل إلى شعور الجمهور بالملل، كما أن القليل من التفاصيل لن يجعلهم مهتمين. إن استخدام مصطلحات اللغة المهنية أثناء التواصل لا يعتبر جيدًا لتحقيق التواصل الفعال في مكان العمل.

## تكرار
في حين أن التواصل الرسمي في مكان العمل الذي يتم نادرًا جدًا أو في كثير من الأحيان ليس جيدًا للمؤسسة، فإن التواصل غير الرسمي المتكرر في مكان العمل له فوائده. طلب الأمر تحقيق توازن مثالي لضمان سير العمل في المنظمة. يجب أن تتم إيصال المعلومات عند الحاجة دون عقد اجتماعات غير ضرورية بشكل متكرر. في الوقت نفسه، يجب ألا تُمسك المعلومات الحاسمة حتى الساعة الأخيرة أو اليوم الأخير، بل يجب نقلها في وقت مبكر لجعل الموظفين مشاركين في أهداف المنظمة.

## المهارات
تعتمد فعالية نقل الرسالة على مهارات الشخص المتحدث، مثل مهارات العرض ومهارات تيسير المجموعة والتفاوض ومهارات الاتصال الكتابي. يعتمد الاتصال الناجح أيضًا على قدرة الموظفين على فهم المعلومات، وهذا يتطلب تزويدهم ببعض المفاهيم الأساسية في مجال القراءة المالية مثل البيانات المالية، والمبيعات، والربحية، وما إلى ذلك.
عند اختيار مرشح، يسعى معظم أرباب العمل إلى الأشخاص الذين يتمتعون بمهارات قوية في التحدث والكتابة. إن حل المشكلات وتحفيز الذات هما أيضًا مهارتان ضروريتان بشدة في مكان العمل. تسمح هذه المهارات بتقليل تحديات البيئات التي تتغير بسرعة.

## الأدوات
مع التطور السريع للتكنولوجيا، يتعين على الشركات مواكبة أدوات الاتصال التي تسهل التواصل في مكان العمل. تتضمن بعض هذه المواقع البريد الإلكتروني والمدونات والرسائل الفورية وحتى مواقع التواصل الاجتماعي مثل Twitter وFacebook. من المهم أن تضع في اعتبارك أن إرسال بريد إلكتروني أو فاكس أو خطاب لا يعني بالضرورة حدوث الاتصال. فقط عندما يتم إرسال الرسالة واستلامها وفهمها من قبل المتلقي المقصود، يمكن القول أن الاتصال قد حدث.
على الرغم من أنها تسهل التواصل، فقد أظهرت الدراسات أن أدوات الاتصال قد تصرف انتباه الموظفين عن واجباتهم. لتقليل تأثير التشتت، يمكن تنفيذ أساليب مثل تدريب الموظفين وتغيير البيئة. يمكن أيضًا للموظفين الذين يجعلون أنفسهم غير متاحين خلال أوقات محددة من اليوم أو الأسبوع المساعدة في حل هذه المشكلة. سيؤدي ذلك إلى زيادة التركيز ونتيجة لذلك، الإنتاجية.

## الحواجز
الحواجز الشائعة أمام التواصل الفعال في مكان العمل:
1. الحواجز المادية: يعمل الهيكل المادي وموقع وبنية مكان العمل كعائق أمام التواصل الفعال. إن جلوس الموظفين بعيدًا عن بعضهم البعض يعيق التفاعل الفعال.
2. الحواجز اللغوية: سيعمل موظفون يتحدثون لغات مختلفة في المنظمة. حيث أن الجميع في المنظمة ليسوا متمرسين بلغة الشخص الآخر، فإن اللغة تعتبر عائقًا أمام التواصل الفعّال في مكان العمل. يمكن أن تؤدي حواجز اللغة، مثل الاختلافات في اللهجة أو اللكنة بين الناطقين بلغة ثانية، داخل مكان العمل إلى خلق مشاكل تعيق إكمال المهام العملية بشكل صحيح.[12]
3. الحواجز الثقافية: الموظفون من ثقافات مختلفة، ويتبعون ممارسات مختلفة، سيعملون في المنظمة. هذا التنوع الثقافي بين الموظفين يمكن أن يكون بمثابة عائق أمام التواصل الفعال في مكان العمل.
4. الحواجز العاطفية: الحواجز العاطفية مثل الخوف والدونية والخجل ونقص الثقة بالنفس والمهارات ستمنع الموظف من التواصل بفعالية مع زملائه
5. الحواجز الإدراكية: سيكون لدى الموظفين تجارب وقيم وتفضيلات ومواقف مختلفة. قد تؤدي هذه إلى مجموعة متنوعة من الافتراضات ويمكن أن تكون بمثابة حاجز اتصال.

## أنظر أيضاً
- علاقات عمل
- التواصل بين الثقافات
- تواصل